# Hermann Blumenthal
Hermann Blumenthal (Essen, 31 dicembre 1905 – Kljasticy, 17 agosto 1942) è stato uno scultore tedesco.
Nel 1955 partecipò alla mostra documenta 1 a Kassel in Germania.